# Rund Kanika
Rund Kanika est un boxeur congolais (RDC) né le 15 juillet 1963 à Kinshasa.

## Carrière
Rund Kanika est médaillé d'or aux Jeux africains de Nairobi en 1987, remportant la finale de la catégorie des poids mi-lourds contre l'Algérien Mustapha Moussa.
Aux Jeux olympiques d'été de 1988 à Séoul, il est éliminé au premier tour dans la catégorie des poids mi-lourds par le Nigérian Osmond Imadiyi.